# Foro Internacional de Mujeres (IWF)
El Foro Internacional de Mujeres (IWF), fundado en 1974 como Foro de Mujeres de Nueva York, es una organización de mujeres a la que sólo se puede acceder mediante invitación y cuenta con alrededor de 7800 miembros.  Su misión es "apoyar a las mujeres líderes de hoy y de mañana". La IWF organiza dos conferencias cada año para abordar cuestiones de las mujeres y ofrece programas intensivos de capacitación en liderazgo para ellas. Leadership Foundation, Inc., una organización de apoyo, ofrece un programa de becarios y el programa Women Athletes Business Network (WABN).  

## Miembros
La IWF ha sido descrito como "muy influyente". Entre los miembros notables se incluyen Hillary Clinton, Madeleine Albright, Sandra Day O'Connor, Coretta King, Betty Friedan y Katharine Graham,  e incluyen "inventoras, empresarias, directoras ejecutivas, jefas de estado, académicas, científicas, astronautas, atletas olímpicas"., artistas, cineastas, financieras, filántropas y más". 

## Historia
El grupo comenzó como el Foro de Mujeres de Nueva York, fundado en 1974 por Elinor Guggenheimer, Muriel Siebert, Eleanor Holmes Norton y Muriel Fox . Durante los años siguientes se expandió a Atlanta, Chicago, Colorado, Los Ángeles, Nueva York, San Francisco y Washington D. C.. En 1982 se hizo internacional con la incorporación del Reino Unido y pasó a llamarse Foro Internacional de Mujeres en 1987  Está activo en Europa, Asia, América Latina y Medio Oriente, así como en Estados Unidos. 

## "Mujeres que marcan la diferencia"
La IWF mantiene un Salón de la Fama Internacional y otorga un premio anual "Mujeres que marcan la diferencia". Los premiados anteriores han incluido: 
- 2000: Política italiana Beatrice Rangoni Maquiavelo [4]
- 2010: Juez estadounidense Leigh Saufley [6] [7]
- 2011: Arquitecta y urbanista de Singapur Dr. Cheong Koon Hean [8]
- 2012: Nyamko Sabuni, Ministra sueco de Igualdad de Género [9]
- 2014: Zanele Mbeki, fundadora del Women's Development Banking Trust y ex primera dama de Sudáfrica [10]
- 2015: Hermana Stanislaus Kennedy, fundadora de Focus Ireland [11]
- 2016: Abogada estadounidense Gloria Allred [12]
- 2016: Ilya Espino de Marotta, ingeniera que lideró el Proyecto de Ampliación del Canal de Panamá [13]
- 2017: Abogada y académica estadounidense Danielle Conway [14]
- 2018: Autora y organizadora estadounidense Charlotte Bunch [15]